# Аришта
Аришта́ (арм. արշտա) — своеобразный вид армянской домашней лапши, из неё делают плов, используют для заправки супа. Встречается написание Ршта. Название происходит от персидского реште (перс. رشته‎), что означает «нити» или «полосы». В отличие от лапши иранской кухни не встречается тонкой как капеллини. Лапша с близким рецептом есть во многих кухнях, а с похожим названием в турецкой (тур. kesme, erişte) кесме, эриште и азербайджанской (азерб. əriştə) эриштэ кухнях, но в отличие от последних при приготовлении теста для аришты не используется молоко.
Может производиться и промышленным способом. Аришта готовится на муке, воде и соли, при этом надо получить довольно крутое тесто. Каждый кусок раскатать толщиной 1,5 мм, как лаваш, свернуть рулетом, который далее нарезать тонкими полосами (возможно специальной скалкой) и высушить. Высушенная аришта подрумянивается в сухой сковороде до розовато-золотистого оттенка. Вариант без яйца употребляется также как блюдо постной кухни. Классическая подлива к ариште — топленое масло, мацун и чеснок.
Существует две разновидности аришты: для обеда и для десерта. Из сладкой аришты готовят халву.